# Torqueola ophiceralis
Torqueola ophiceralis is een vlinder van de familie van de grasmotten (Crambidae). De wetenschappelijke naam van deze soort is voor het eerst voorgesteld als Botys ophiceralis door Francis Walker in een publicatie uit 1866.
De soort komt voor in Indonesië (Java).